# Fiesta (Miranda)
Fiesta è l'album di debutto della cantante europop spagnola Miranda pubblicato nel 1999. L'album è stato trainato da singoli di successo mondiali come "Vamos a la playa", "Eldorado" e "A la fiesta".

## Tracce
1. Eldorado - 3:43
2. Vamos a la playa - 3:13
3. Baila - 3:10
4. A la fiesta - 3:35
5. Do it (Get down on it) - 3:29
6. Hola Hey - 3:51
7. Max - 3:37
8. Summertime- 3:08
9. El ritmo del sol - 3:35
10. Special DJ - 3:55
11. Macho Man - 3:13
12. Try it up - 3:31
13. Movie Star - 4:24
14. A la fiesta (London Radio Edit) - 4:04